# Янкович, Ясмина
Ясмина Янкович (босн. Jasmina Janković, 6 декабря 1986, Добой, Югославия) — нидерландская гандболистка, вратарь; тренер. Участница летних Олимпийских игр 2016 года, бронзовый призёр чемпионата мира 2017 года, серебряный призёр чемпионата Европы 2016 года.

## Биография
Ясмина Янкович родилась 6 декабря 1986 года в югославском городе Добой (сейчас в Боснии и Герцеговине).
В 5-летнем возрасте вскоре после распада Югославии вместе с семьёй эмигрировала в Нидерланды.
Играла в гандбол на молодёжном уровне за нидерландскую «Вентюру». Впоследствии выступала за нидерландские «Хеллас» (2002—2004), ГОГ (2004—2005) и «Гелен» (2005—2008), датский «Оденсе» (2008—2009), немецкие «Целле» (2009—2011), «Букстехудер» (2010—2011), «Фриш Ауф» (2011—2014, с 2019), «Метцинген» (2014—2018), французский «Тулон» (2018—2019).
Выступала за молодёжную сборную Нидерландов.
В 2016 году вошла в состав женской сборной Нидерландов на летних Олимпийских играх в Рио-де-Жанейро, занявшей 4-е место. Играла на позиции вратаря, провела 9 матчей.
В том же году завоевала серебряную медаль на чемпионате Европы в Швеции.
В 2017 году стала бронзовым призёром чемпионата мира в Германии.

## Семья
В мае 2020 года вышла замуж за вратаря мужской команды «Фриш Ауф» Даниеля Ребмана (род. 1994).

## Награды
- Орден Звезды Карагеоргия III степени (2024 год, Сербия)[6]